# تام نونان
تام نونان (به انگلیسی: Tom Noonan) (زاده ۱۲ آوریل ۱۹۵۱) بازیگر، کارگردان و فیلم‌نامه‌نویس آمریکایی است.

## فیلم‌شناسی
از فیلم‌های معروف او می‌توان به آثار زیر اشاره کرد.
- شکارچی انسان
- آخرین حرکت قهرمان
- مخمصه
- بهترین دفاع
- جهنم متحرک
- سرافیم فالز
- ولگردها
- قاتل مادرزاد
- مردی با یک کفش قرمز
- کواری
- قاتل حروف الفبا